# Tauroctonia

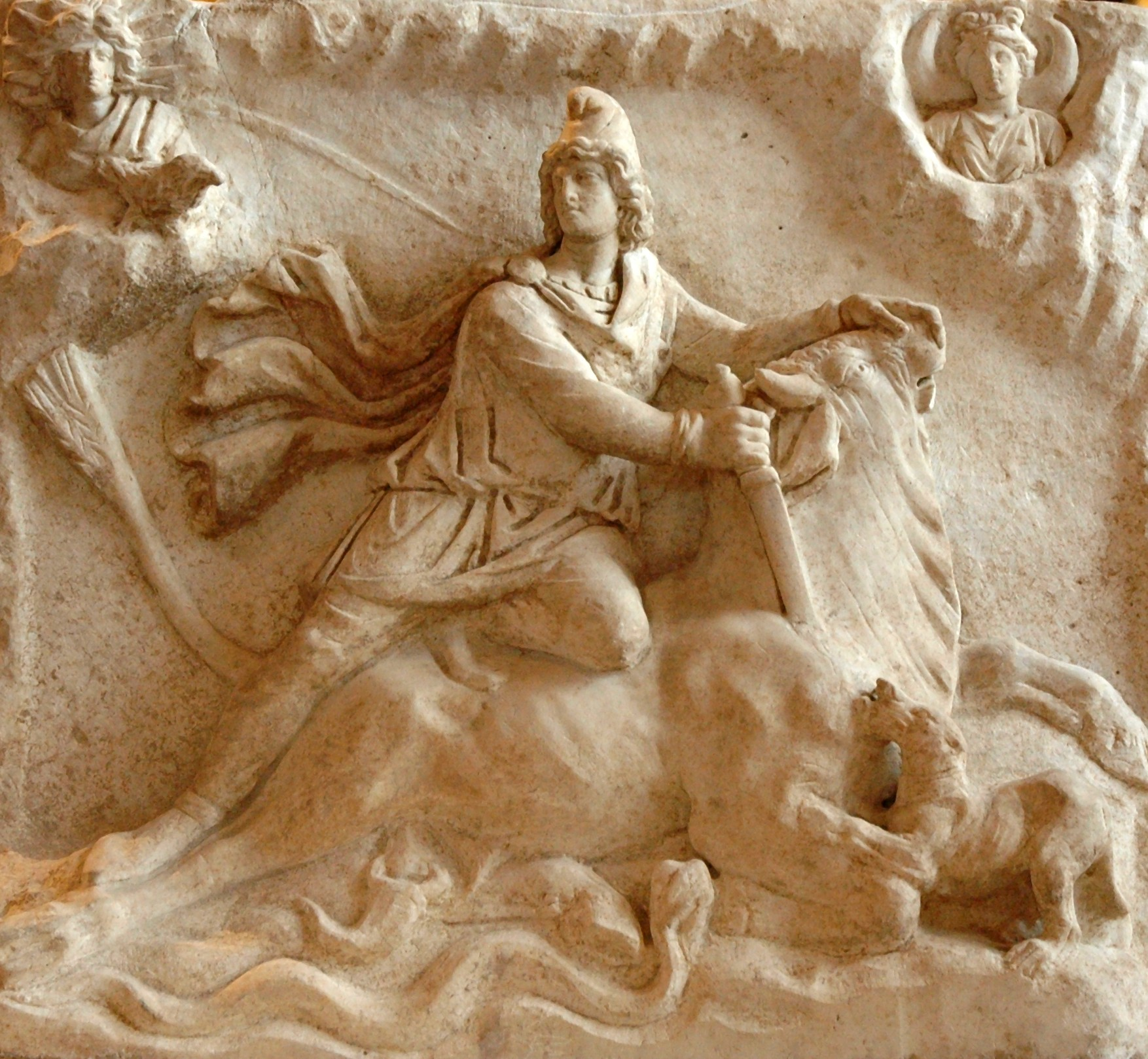
CIMRM 641: Cena de tauroctonia no lado A de um baixo-relevo romano de dupla face. século II ou III, encontrado em Fiano Romano, perto de Roma, agora em exibição no Louvre. Nos cantos superiores estão Hélio com o corvo e Luna

Tauroctonia é um nome moderno dado aos relevos de culto centrais dos mistérios mitraicos romanos. A imagem mostra Mitra matando um touro, daí o nome tauroctonia, segundo a palavra grega tauroktonos (ταυροκτόνος, "matança de touro"). Uma tauroctonia é distinta do massacre cúltico de um touro na Roma antiga chamado taurobólio; o taurobólio era principalmente parte do culto não relacionado de Cibele.

## A cena
Apesar do nome, a cena é simbólica e não há evidências de que os patronos do culto romano tenham realizado esse ritual. Como todos os mistérios greco-romanos, os mistérios mitraicos eram limitados aos iniciados, e pouco se sabe sobre as crenças ou práticas do culto. No entanto, várias imagens do touro incluem uma fita ou manta dorsuale, que era uma convenção romana para identificar um animal sacrificado, por isso é bastante certo que a morte do touro represente um ato sacrificial. E, como a cena principal de matança de touro é frequentemente acompanhada de representações explícitas do sol, da lua e das estrelas, também é bastante certo que a cena tenha conotações astrológicas.  

## Arte

### Introdução

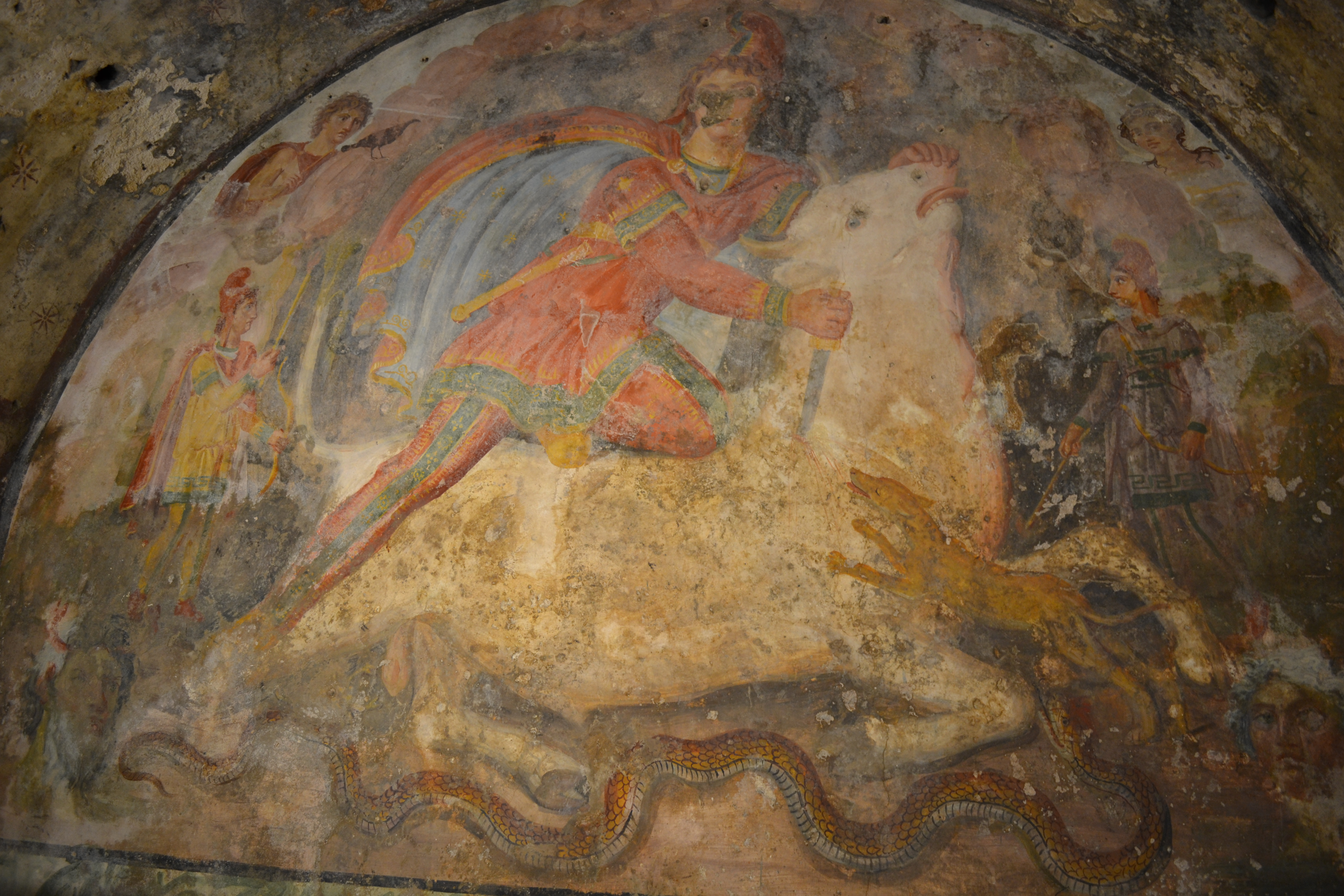
CIMRM 181: Afresco de tauroctonia no mitreu de Santa Maria Capua Vetere, século II

Seja como pintura ou como monumento esculpido, uma representação da cena da tauroctonia pertencia ao mobiliário padrão de todos os mitreus. Pelo menos uma representação seria montada na parede ao final extremo do espaço onde a atividade ritual acontecia, geralmente em um nicho adereçado para se parecer com uma caverna. Os mithraea ricamente mobiliados, tais como um em Stockstadt am Main, tinham vários relevos de culto.
As cenas podem ser divididas em dois grupos. As representações "simples", que incluem apenas a cena principal da morte do touro, e as representações compostas, nas quais a tauroctonia é o elemento central e maior, mas que é enquadrado por painéis que retratam outras cenas.
O representante mais antigo conhecido da cena da tauroctonia é CIMRM 593/594, de Roma, uma dedicação de um certo Alcimo, mordomo/oficial de justiça (servus vilicus) de Tito Cláudio Liviano, identificado com T. Júlio Aquilino Castrício Saturnino Cláudio Liviano, o prefeito pretoriano sob Trajano. Como os outros cinco primeiros monumentos dos mistérios mitraicos, data de cerca de 100 d.C.

### Mitras com o touro

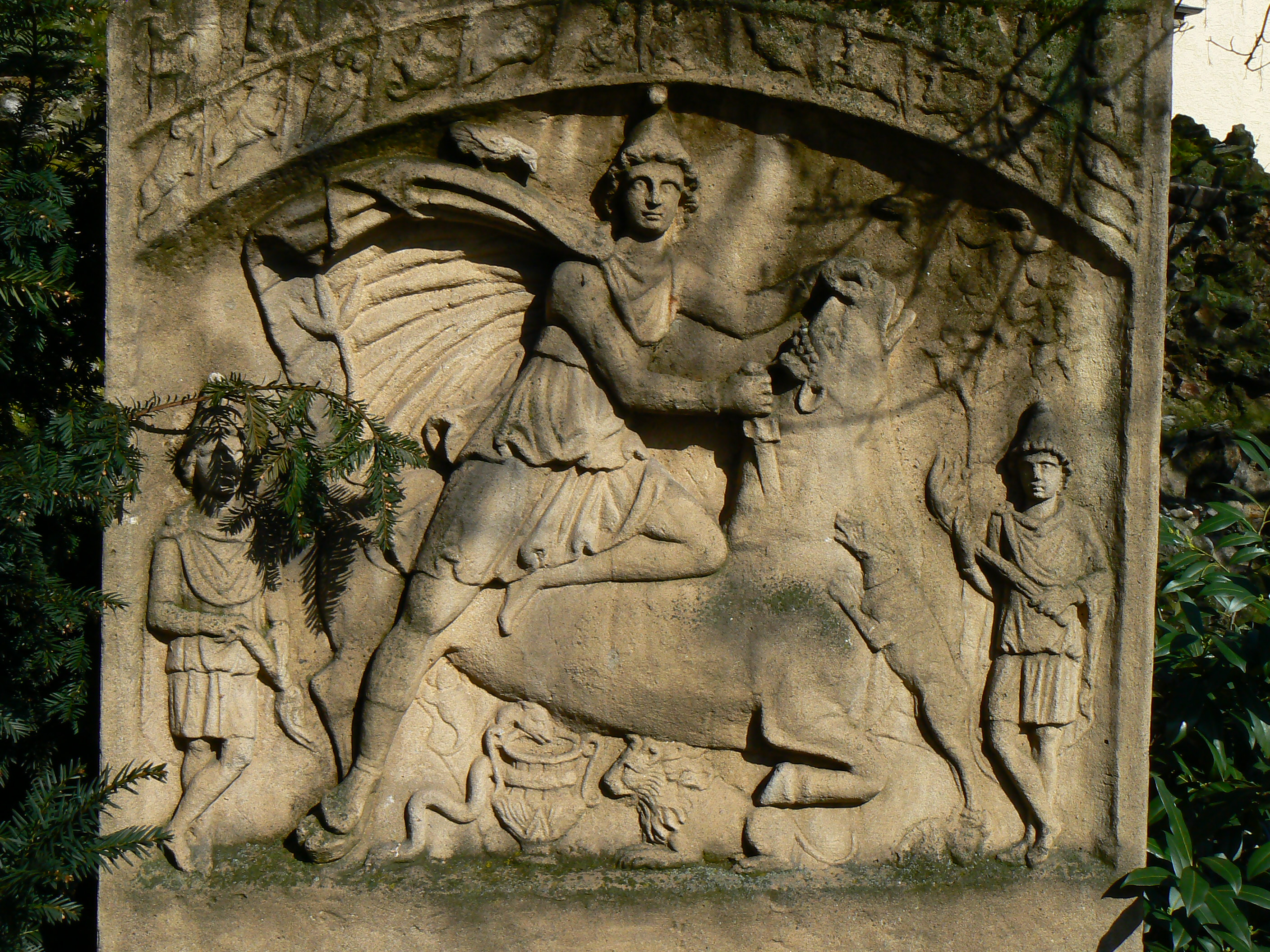
CIMRM 1083: relevo da tauroctonia do Mitreu "Heidenfeld" (Mithraeum I, Heddernheim, Alemanha), agora em Wiesbaden. Uma descrição extensa está disponível na página da Wikimedia commons desta imagem.

Embora existam inúmeras variações menores, as características básicas da cena central da tauroctonia são altamente uniformes: Mitra está semi-apoiado em um touro que foi forçado ao chão. O touro invariavelmente aparece de perfil, voltado para a esquerda (a direita dos espectadores). Nas representações originais (não reconstruídas), Mitra invariavelmente desvia a cabeça do touro, e em muitos ele está olhando por sobre seu ombro direito em direção ao Sol (estatuária que mostra Mitra olhando para o touro é o resultado das reconstruções da era renascentista de monumentos que estavam sem cabeça). O touro é mantido pela perna esquerda de Mitra, que está dobrada em um ângulo e cujo joelho pressiona na coluna do touro. A garupa e a perna traseira direita do touro são restringidas pela perna direita de Mitra, que está quase totalmente estendida.
Com a mão esquerda, Mitra puxa a cabeça do touro pelas narinas ou pelo focinho (nunca pelos chifres, que – se representados – são curtos). Na mão direita, Mitra geralmente segura uma faca ou espada curta afundada no pescoço/ombro do touro. Alternativamente (CIMRM 2196), a faca está cravada no pescoço do touro, e Mitra levanta o braço como se estivesse em triunfo. Mitra é geralmente vestido com uma túnica de manga comprida de comprimento até o joelho (túnica Manicata), botas fechadas e joelheiras (anaxyrides, bracae). A capa de Mitra, se ele usa uma, geralmente se estende aberta, como se estivesse voando. Ocasionalmente, Mitra está nu (CIMRM 2196, 2327; 201; 1275). Em sua cabeça, Mitra geralmente usa um boné frígio, como o usado por Átis. Ocasionalmente, a cauda do touro parece terminar em uma espiga de trigo. O sangue da ferida também é às vezes retratado como espigas de trigo ou como um cacho de uvas.
Várias imagens de culto têm o touro adornado com o dorsuale romano, às vezes decorado com bordados. Essa faixa ou manta dorsal colocada na parte de trás do animal é uma adoção das imagens então contemporâneas do sacrifício público e identifica o touro como um animal de sacrifício.
A partir dos traços de pigmento encontrados em alguns relevos, parece que não foi seguida nenhuma tradição particular de coloração. No relevo de Jajce (CIMRM 1902), o touro é preto, enquanto a túnica de Mitra é azul e sua capa vermelha. No relevo de Marino e no afresco de Cápua Vetere (CIMRM 181), o touro é branco. Em Marino, a túnica de Mitra é vermelha e a capa azul. Em um grupo de estuque agora em Frankfurt, mas originalmente de Roma (CIMRM 430), o animal é marrom avermelhado. No relevo do mitreu Barbarini (CIMRM 390), o touro é marrom claro e a túnica e as calças de Mitra são verdes.

### Modelo artístico
"O modelo para a cena da morte de touro mitraica foi provavelmente o tipo daquela de Nice (Vitória) alada que matou o touro, que se tornou uma imagem elegante mais uma vez no reinado de Trajano". A semelhança é tão grande que Franz Cumont confundiu o CIMRM 25 próximo a Baris com os mistérios. Tal foi posteriormente corrigido por Vermaseren e outros como sendo de Nice. Já em 1899, Cumont havia identificado a tauroctonia como "a imitação do motivo do grupo grego clássico de Nice sacrificando um touro", mas supunha que ambas as cenas de tauroctonia eram atribuíveis às tradições artísticas pergamenas do século II a.C. Essa noção foi caracterizada como uma das "hipóteses menos felizes" de Cumont.

### Elementos auxiliares

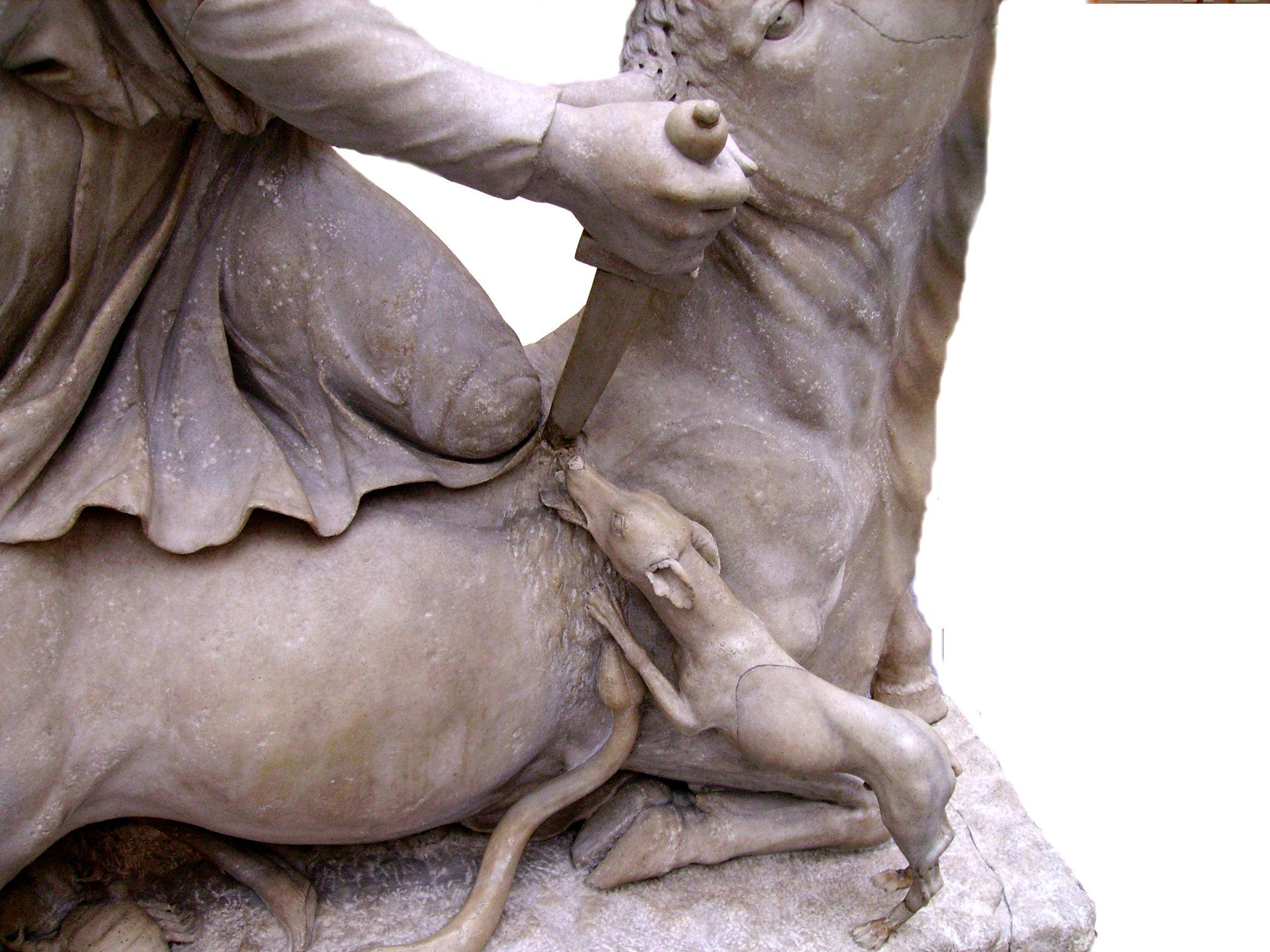
Detalhe de CIMRM 593: cão e serpente na ferida do touro

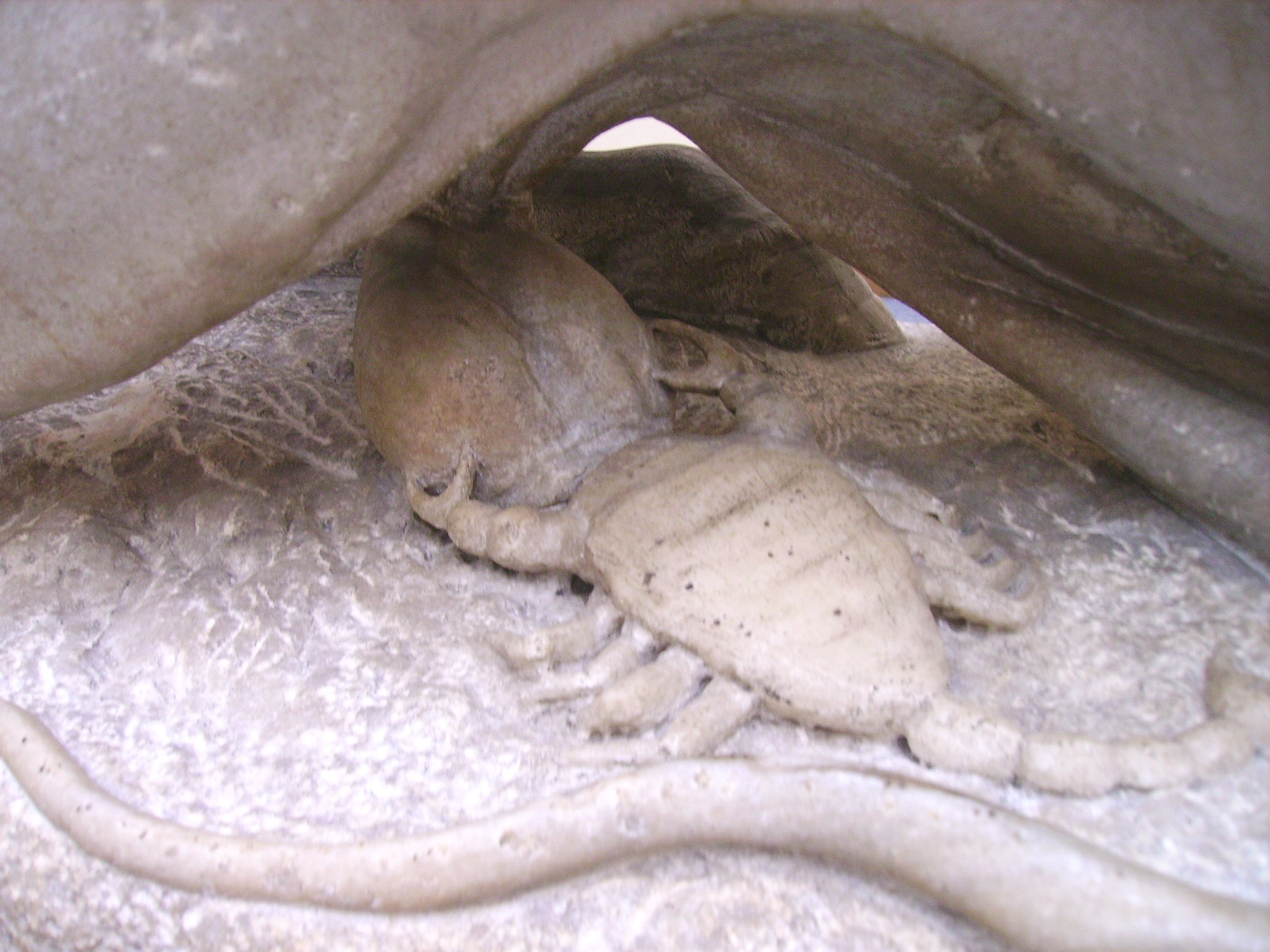
Detalhe de CIMRM 593: escorpião em direção aos testículos do touro

Geralmente, um canino (comumente identificado como um cachorro), uma serpente e um escorpião também aparecem na maioria das cenas de tauroctonia; o cão e a serpente tipicamente estão postos a alcançar o ferimento, enquanto um escorpião geralmente fica nos órgãos genitais do touro moribundo. Muitos relevos também incluem um pássaro, comumente identificado como um corvo, em algum lugar da cena. Não raramente, especialmente nos relevos das fronteiras do Reno e do Danúbio, as cenas de tauroctonia incluem um cálice e um leão.
Raramente ausentes dos relevos, e também algumas vezes incluídos na estatuária de tauroctonia, são representações de Cautes e Cautopates, os gêmeos portadores de tochas que aparecem como versões em miniatura do Mitra, respectivamente segurando uma tocha elevada e uma tocha abaixada. Normalmente, Cautes fica à direita da cena enquanto Cautopates à esquerda. Em cinquenta cenas de tauroctonia, suas posições estão invertidas, e em casos raros (como o próprio mais antigo CIMRM 593), ambos estão de um lado da cena. Os portadores da tocha geralmente aparecem com as pernas cruzadas. Em vários relevos, vegetação ou uma árvore é colocada nas proximidades, às vezes nos dois lados do touro e, outras vezes, tais como em Nida (Alemanha), como uma coroa de flores ao redor do relevo. Como Siscia, na Panônia Superior (Sisak, Croácia), uma coroa semelhante é feita de espigas de trigo (CIMRM 1475).
Os sinais das doze constelações zodiacais e alusões a sete planetas clássicos são comuns nos relevos e afrescos da tauroctonia. Os relevos de tauroctonia (mas não a estatuária) quase sempre incluem bustos de Sol e Luna, ou seja, respectivamente o deus do Sol e a deusa da Lua, que aparecem de formas respectivas nos cantos superior esquerdo e direito da cena. As imagens de culto mais ambiciosas incluem a quadriga movida a cavalo do Sol subindo à esquerda, enquanto a biga movida a bois de Luna desce à direita. Nestas, a carruagem de Sol é precedida pelo jovem nu Fósforo, que corre à frente com uma tocha levantada. A carruagem de Luna é precedida por Héspero, com a tocha abaixada. Os dois jovens lembram Cautes e Cautopates.
Sol, Luna e os outros cinco deuses planetários também são às vezes representados como estrelas na capa estendida de Mitras, ou espalhados ao fundo. Os sete deuses planetários também são comumente representados pela representação de sete altares ou menos comumente na forma antropomórfica, como bustos ou em comprimento total. Vários dos relevos mais detalhados parecem até colocar os deuses planetários em ordem de dedicação durante a semana, mas nenhuma sequência padrão é discernível.
Como foi identificado pela primeira vez por Karl Bernhard Stark em 1879, mas inexplorado até o desmonte do cenário de transferências cumontiano na década de 1970, todos os outros elementos da cena da tauroctonia, exceto o próprio Mitra, também têm correlações astrais óbvias. As constelações de Touro (touro) e Scorpio (escorpião) estão em pontos opostos do zodíaco, e entre elas existe uma estreita faixa do céu em que as constelações do canino (Canis Maior/Menor ou Lúpus), cobra (Hydra, mas não Serpens ou Draco), os gêmeos (Gêmeos), o corvo (Corvus), a taça (Crater), o leão (Leo) e a estrela da 'espiga de trigo' (Spica, Alpha Virginis) apareciam nos verões do final do século I. Simultaneamente, como afirma a descrição de Porfírio em De Antro sobre os mistérios, "a Lua também é conhecida como um touro e Taurus é sua 'exaltação'"
Começando com Cumont, que considerou o simbolismo astral (e todos os outros elementos greco-romanos nos mistérios) apenas um acréscimo tardio, superficial e adventício, "a maioria dos estudiosos mitraicos" tratou as correspondências entre elementos da tauroctonia e as constelações como coincidentes ou triviais. Mas a chance de essas correlações serem uma coincidência acidental não intencional é "improvável ao extremo". A chance de as correlações serem intencionais, mas adicionadas de forma incoerente e sistemática, também é "estatisticamente insignificante". Ao mesmo tempo, todos os elementos da cena da tauroctonia pertencem à história que o criador da cena queria contar, e o touro está presente principalmente porque Mitra mata um, não primariamente porque o touro seria Taurus e/ou a lua.
Ocasionalmente, os bustos de dois ou quatro deuses do vento são encontrados nos cantos dos relevos de culto. As figuras de outros deuses protetores também aparecem às vezes.

## Interpretação
Além de que a matança do touro é um ato sacrificial – como identificável nos relevos em que o touro é adornado com um dorsuale –, a função e o objetivo da tauroctonia são incertos. Como as cenas de tauroctonia são complementadas pelas cenas de refeições de culto (às vezes até representadas em dois lados do mesmo monumento), pode ser que o assassinato seja um ato salvífico; ou seja, "abate e banquete juntos efetuam a salvação dos fiéis".
Apesar de dezenas de teorias sobre o assunto, nenhuma recebeu ampla aceitação. Embora a imagem básica da matança de touro pareça ter sido adotada a partir de uma representação semelhante de Nice, é certo que o simbolismo da morte do touro e os elementos auxiliares juntos contam uma história (ou seja, o mito do culto, o mistério do culto, dito apenas para iniciados), essa história foi perdida e agora é desconhecida. Após várias décadas de teorias cada vez mais complicadas, os estudos acadêmicos mitraicos agora estão geralmente pouco inclinados à especulação.
Em outros contextos, cenas de matança de bois podem aparecer como motivo mitológico, em mitos precursores ou que teriam recebido influências semelhantes, por exemplo o Touro do Céu (Gugalana) morto no Épico de Gilgamesh, em rituais de imolação na Índia Védica, as narrativas da Grécia sobre Hermes e Hércules, e do touro primordial no Bundahshin.

### Visão de Franz Cumont

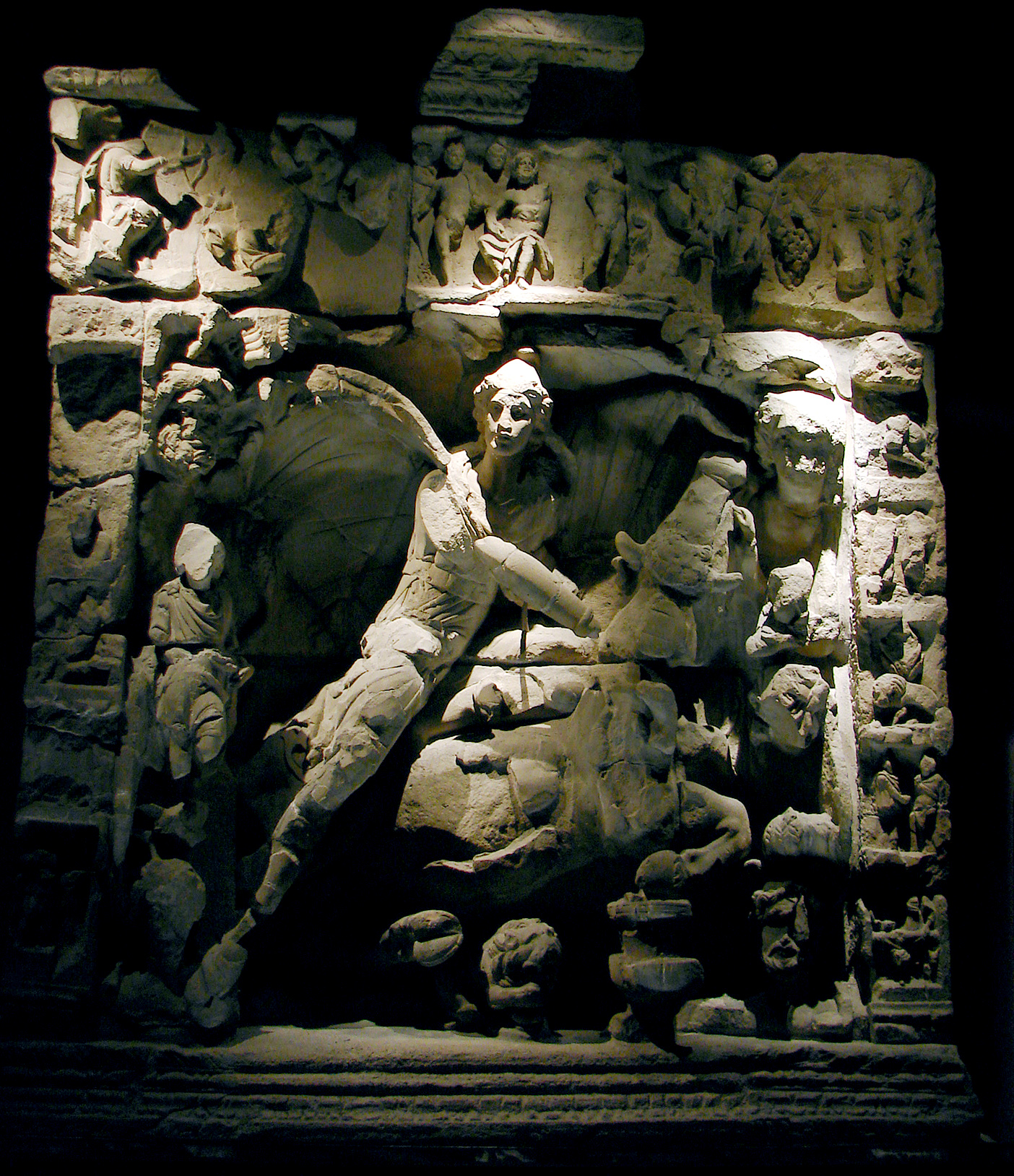
CIMRM 966 (v.I): baixo-relevo de tauroctonia do mitreu Sarrebourg (Pons Saravi, Gallia Belgica). Agora no Museu Cour d'Or, Metz, França

Dentro da estrutura da suposição do erudito belga Franz Cumont de que os mistérios mitraicos eram a "forma romana do mazdaísmo", a visão tradicional sustentava que a tauroctonia representava o mito cosmológico do zoroastrianismo de matar um bovino primordial. O mito é recontado no Bundahishn, um texto zoroastriano do século IX
No mito, o espírito maligno Arimã (não Mitra) abate a criatura primordial Gavaevodata, que é representada como um bovino. Nesse conto, Cumont interpolou o controle relutante do Mithra avestano no comando do Sol, especulando que já deve ter existido um conto no qual Mitra assume o papel que os textos atribuem a Arimã. Essa caracterização cumontiana do Mithra iraniano há muito tempo é descartada como "não meramente não suportada pelos textos iranianos", mas também "realmente em sério conflito com a teologia iraniana conhecida", dado o papel de Mitra nas escrituras iranianas como "guardião do gado" e cujo epíteto padrão é "protetor de pastagens". Simplificando: ao contrário do Mithras romano, o Mithra iraniano não mata animais. 

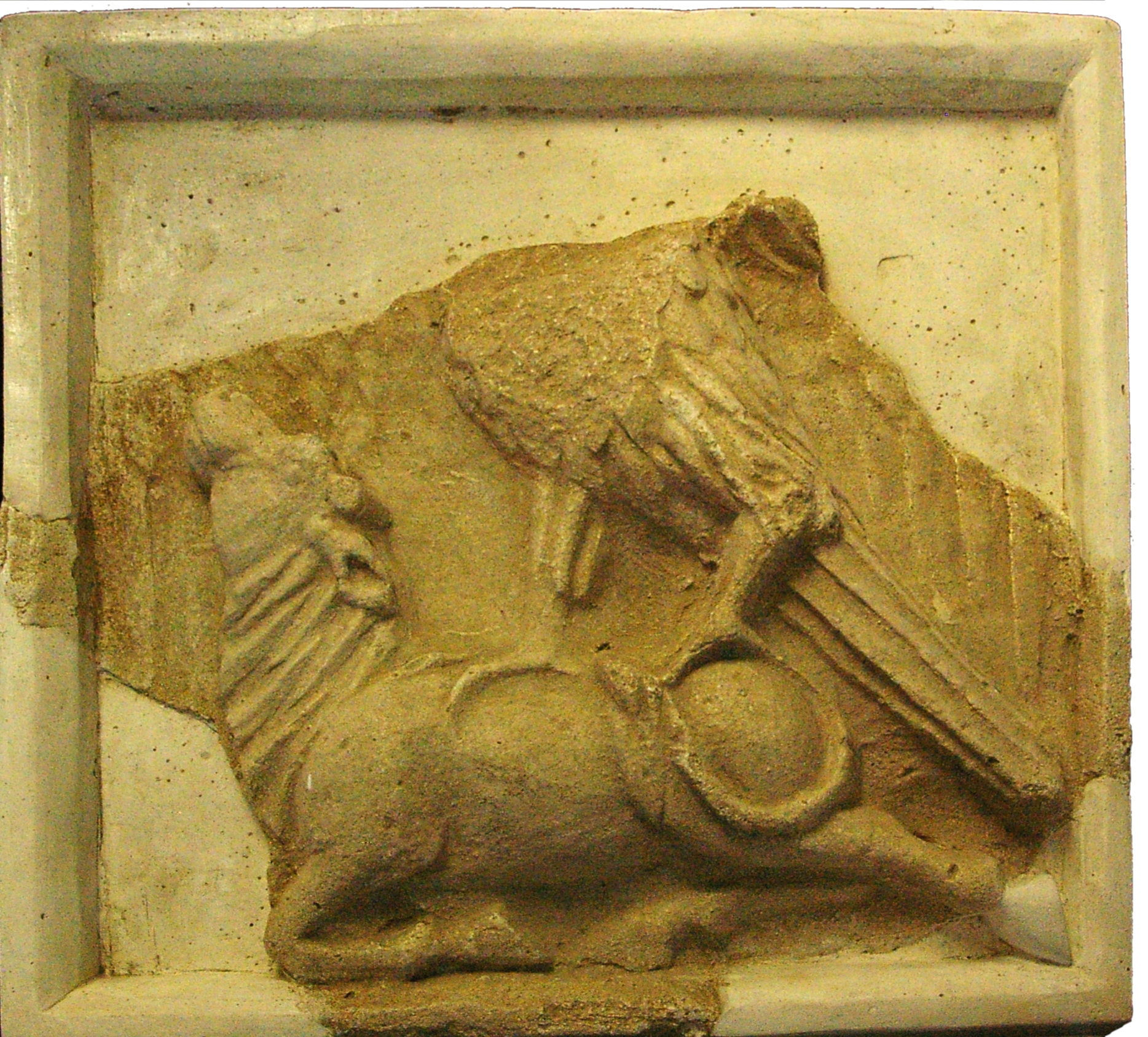
Relevo parta de um pássaro na parte sobre o dorso de um touro, Castelo Zahhak, Azerbaijão Oriental, Irã. Relevo semelhante é encontrado em um fecho de cinto parta.

Recentemente, os relevos iconográficos de um pássaro e um touro, encontrados no Irã, foram comparados à tauroctonia pelos estudiosos iranianos.
As interpretações de Franz Cumont foram rejeitadas pelos atuais estudiosos do mitraísmo.

### Interpretações astrológicas modernas

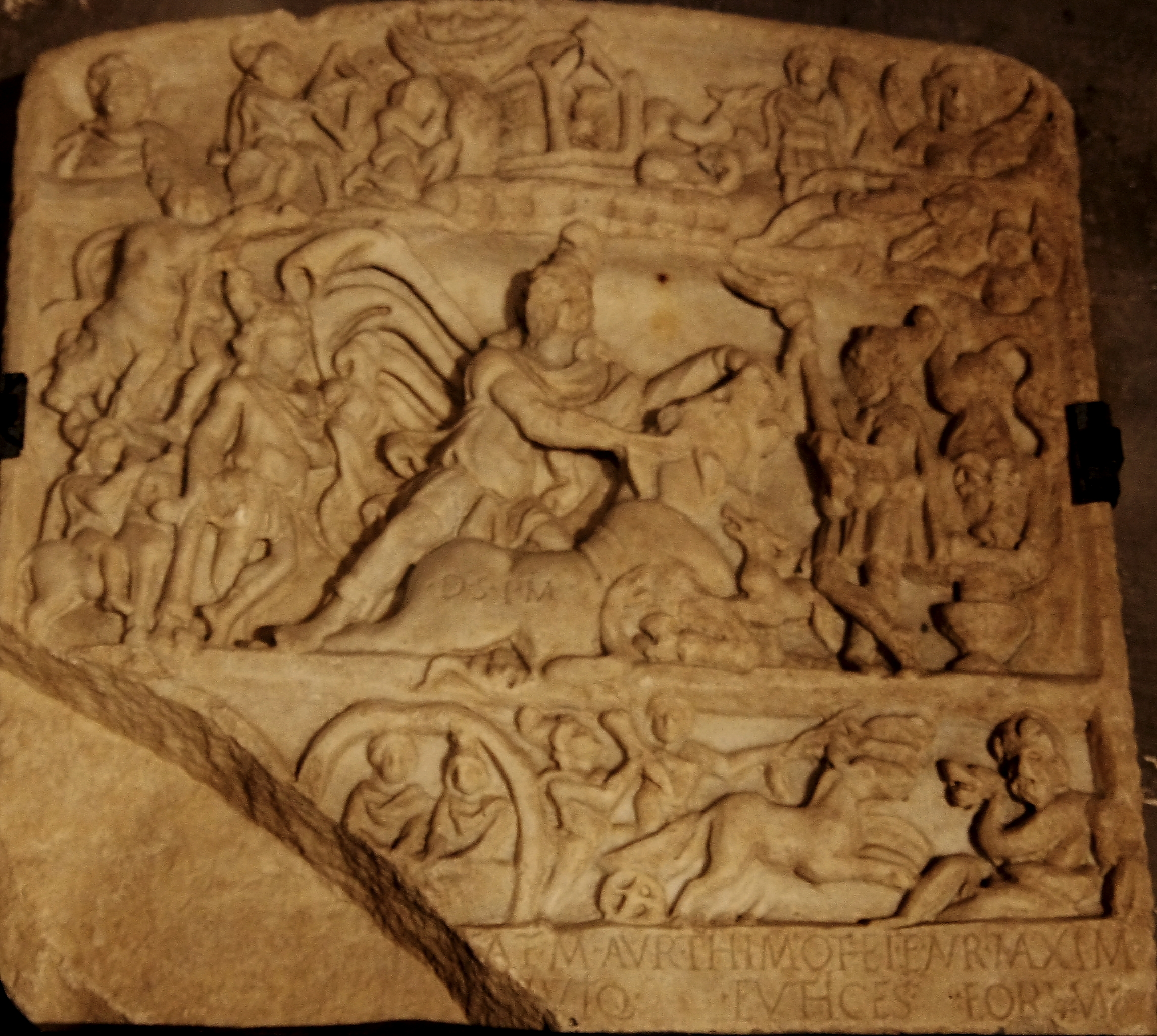
CIMRM 1935 : Mitra Tauróctono do mitreu Maros Porto (porto de Mureș, Romênia). Agora no Museu Nacional Brukenthal

Após o desmantelamento na década de 1970 do cenário de transferência cumontiano, a trivialização de Cumont dos aspectos astronômicos/astrológicos dos Mistérios como "diversões intelectuais projetadas para divertir os neófitos" rendeu ao reconhecimento geral de que os aspectos astronômicos/astrológicos faziam parte do premissas fundamentais do culto. Esse reconhecimento não é novo; "Desde a época de Celso (cerca de 178), autor de Alēthēs Logos, sabe-se [através do Contra Celsum de Orígenes] que os mistérios mitraicos se relacionam com estrelas e planetas fixos". No período pós-cumontiano, esse reconhecimento foi revivido pela primeira vez por Stanley Insler (segundo congresso, 1975), que apontou que a tauroctonia poderia ser interpretada apenas em termos da compreensão greco-romana dos fenômenos astronômicos. Da mesma forma, Richard L. Gordon (1976) alertou contra a negligência da importância do simbolismo astronômico do culto. Quatro artigos contemporâneos (1976-1977) de Roger Beck enfatizaram o papel da astronomia/astrologia no contexto do pensamento religioso greco-romano. Beck achou irônico que Cumont, "ele próprio um dos estudiosos mais eminentes da astrologia antiga, não tivesse consciência dessa implicação. A preocupação de [Cumont] com "les traditiones iraniennes" blindou-o com antolhos".
Consequentemente, desde a década de 1970, com o avanço da arqueoastronomia o simbolismo zodiacal na cena provocou muita especulação de que o relevo do culto represente algum tipo de código de "mapa estelar" que põe um enigma da identidade de Mitra. Beck (2006) as resume da seguinte forma: 
| Autor                | Ano proposto | Mitras Tauróctono representa |
| -------------------- | ------------ | ---------------------------- |
| Alessandro Bausani   | 1979         | Leo                          |
| Michael Speidel      | 1980         | Órion                        |
| Karl-Gustav Sandelin | 1988         | Auriga                       |
| David Ulansey        | 1989         | Perseu                       |
| John David North     | 1990         | Betelgeuse                   |
| Roger Beck           | 1994         | o Sol em Leão                |
| Maria Weiss          | 1994, 1998   | o céu noturno                |

David Ulansey (1989) propôs que a cena da tauroctonia representava a precessão dos equinócios, que teve precedente em Charles François Dupuis (1795). Mas Ulansey traçou cálculos diferentes para apontar uma era em que os limites do movimento do Sol ao longo do equador celeste foram lentamente se transladando, e no equinócio vernal, quando antes o Sol nascia na casa que representa a constelação de Touro, passou a surgir em Escorpião na primavera. Essa descoberta, que ele supôs ter sido observada por astrônomos há milênios e consolidada no culto de Mitra fundado em Tarso, teria significado a eles que haveria uma força ou divindade externa ao globo celeste que impeliu a inclinação do eixo e moveu todo o céu, o que eles associaram a Perseus (que representa a constelação acima de Touro), atribuindo-lhe no culto ao deus Perseu, do qual Mitra teria se derivado.
Além dele, Stanley Insler (1978) e Bruno Jacobs (1999) identificam toda a cena da matança de touros com o cenário helíaco de Touro. Em 2006, Roger Beck descobriu que todas essas abordagens "não tinham capacidade de persuasão" porque eram "não fundamentadas em solo contextual adequado".  Dentre as possibilidades, Beck (2006) cita também a de que há relevos de tauroctonia que indicam explicitamente a associação do touro à Lua e denominam Mitras de Sol Invictus (Sol Invencível), em confirmação ao relato de Porfírio em De Antro; a Lua em fase minguante ou crescente pode figurar os chifres do touro, sugerindo que o encontro de Mitra com Touro pode significar a conjunção entre Sol e Lua, na lua nova, representando a vitória solar, que triunfa anulando a Lua. Mas ele aponta que há várias hipóteses interpretativas, sem ser possível saber os simbolismos e a quais eventos específicos entre sol, lua e astros poderiam representar. Não há consenso sobre o assunto.

## Legado
A imagem foi adaptada para uma escultura do Prix de Roma de A Loucura de Orestes por Raymond Barthélemy (1860); o modelo de gesso premiado permanece na coleção da École Nationale Supérieure des Beaux-Arts, onde foi incluído na exposição itinerante de 2004 Dieux et Mortels.